# Pszichiátria: A Halálipar Múzeum
A Pszichiátria: A Halálipar Múzeum egy hollywoodi múzeum, de létezik a kiállítása anyagának utazó és arra alkalmas helyen felállítható változata is. A tulajdonosa és kezelője az Állampolgári Bizottság az Emberi Jogokért (CCHR), egy a Nemzetközi Szcientológia Egyház és Szász Tamás István által alapított antipszichiátriai szervezet. A múzeum Los Angelesben, a 6616 Sunset Boulevard cím alatt található. A kiállításra ingyenes a belépés.
A megnyitója 2005. december 17-én volt, számos jól ismert szcientológus volt jelen rajta, beleértve Priscilla Presley és lánya, Lisa Marie Presley, Jenna Elfman, Danny Masterson, Giovanni Ribisi, Leah Remini, Catherine Bell és Anne Archer.
A múzeumot arra szánták, hogy a pszichiátriát mint „teljes mértékben profitvezérelt iparágat” írja le. Különböző kijelzőkön mutatják be a fizikai pszichiátriai kezeléseket, mint például korlátozást, pszichoaktív drogokat, elektrosokkot és pszichosebészetet (beleértve a lobotómiát, egy az 1960-as években elhagyott eljárást).

## Film
2006-ban elkészült a Pszichiátria: A halálipar c. film DVD-n az Állampolgári Bizottság az Emberi Jogokért által. A film magyar változatának a narrátora Bicskey Lukács.

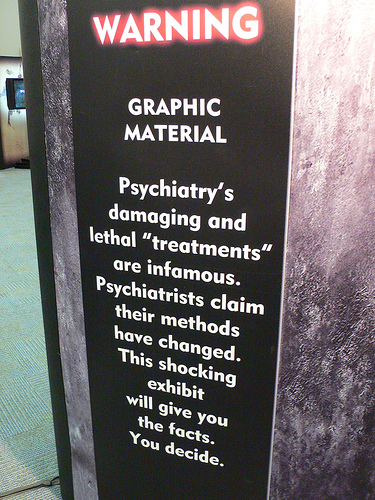

## Fordítás
- Ez a szócikk részben vagy egészben 743495107 Psychiatry: An Industry of Death című angol Wikipédia-szócikk fordításán alapul.  Az eredeti cikk szerkesztőit annak laptörténete sorolja fel. Ez a jelzés csupán a megfogalmazás eredetét és a szerzői jogokat jelzi, nem szolgál a cikkben szereplő információk forrásmegjelöléseként.